# Sönke Schnitzer
Sönke Schnitzer (* 1984 in Göttingen) ist ein deutscher Schauspieler und Theaterregisseur.

## Leben
Sönke Schnitzer stammt aus Norddeutschland. Sein Vater und Bruder waren als erfolgreiche Basketballspieler in Göttingen aktiv. Im Alter von 17 Jahren entschied Schnitzer sich für eine Theaterlaufbahn. Nach seinem Abitur und einem Freiwilligen Jahr am Schauspiel Frankfurt, wo er mehrere Regiehospitanzen übernahm, bewarb Schnitzer sich an mehreren Schauspielschulen. In der Zwischenzeit studierte er zwei Semester Politikwissenschaft und Amerikanische Literaturwissenschaften an der Ludwig-Maximilians-Universität München in München.
Nach einer Zusage aus Graz studierte er von 2005 bis 2009 Schauspiel an der dortigen Hochschule für Musik und Darstellende Kunst. 2008 war er Gaststudent an der Hochschule für Musik und Theater in Rostock. Während seines Studiums trat er u. a. am Schauspielhaus Graz auf. In seinem letzten Studiumsjahr schloss er sich der freien Theaterszene Wiens an und wirkte in Produktionen am Dschungel Wien, bei der Wiener Taschenoper (2010; als Fallada/Königssohn in der Kinderoper Die Gänsemagd) und beim Wiener Klassenzimmertheater mit.
Ab der Spielzeit 2010/11 war Schnitzer bis zum Ende der Spielzeit 2013/14 festes Ensemblemitglied am Landestheater Coburg. Sein Engagement trat er gemeinsam mit dem neuen Intendanten Bodo Busse an, den er in Wien kennengelernt hatte, und der ihn ins Engagement mit nach Coburg nahm. In Coburg spielte er u. a. Franz Mohr in Die Räuber (Premiere: März 2014), Tempelherr in Nathan der Weise (Premiere: Dezember 2012), Valerio in Leonce und Lena (Premiere: Oktober 2011), den Staatssekretär Wilhelm Davison in Maria Stuart (Premiere: Dezember 2011), Nick in Wer hat Angst vor Virginia Woolf? (Premiere: Mai 2012), Liam in Waisen von Dennis Kelly (Premiere: Januar 2013), Elwood in dem Musical Blues Brothers (Spielzeit 2011/12) und den Cowboy-Helden Will Kane in dem Rock-Western Tombstone – oder Das Duell (Premiere: Oktober 2013).
Schnitzer gastierte außerdem am Gerhart-Hauptmann-Theater Görlitz-Zittau und am Nationaltheater Skopje. In der Spielzeit 2013/14 führte er am Landestheater Coburg erstmals selbst Regie. Im Januar 2014 hatte im Theater in der Reithalle seine Inszenierung von Basketball Diaries des amerikanischen Autors und Punk-Musikers Jim Carroll Premiere.
Gelegentlich übernahm Schnitzer auch Filmrollen. Er spielte u. a. in Kurzfilmen mit. In der 13. Staffel der ZDF-Serie SOKO Wismar (2017) war er in einer Episodenrolle als Forstarbeiter und Holzfäller Kai-Uwe Holzer zu sehen. In der ab September/Oktober 2018 im ZDF erstausgestrahlten und im Herbst 2019 mit einer 2. Staffel fortgesetzten TV-Serie SOKO Potsdam spielt Schnitzer eine der durchgehenden Serienrollen als Ehemann der Kriminalhauptkommissarin Sophie Pohlmann (Katrin Jaehne). In der 9. Staffel der TV-Serie Familie Dr. Kleist (2019) hatte er eine Episodenhauptrolle als beinahe untreuer Lokführer, dessen Verlobte nach der Geburt der gemeinsamen Tochter unter massiven Kreislaufproblemen leidet.
Schnitzer war von 2016 bis 2021 mit der Schauspielerin Claudia Schmutzler liiert, die er bei Dreharbeiten zur Serie SOKO Wismar kennengelernt hatte, und lebt in Berlin.

## Filmografie (Auswahl)
- 2006: Die Schwejk Perspektiven (Kurzfilm)
- 2009: Bis ana want (Bis einer weint) (Kurzfilm)
- 2017: SOKO Wismar (Fernsehserie; Folge: Verblitzt)
- 2018–2021: SOKO Potsdam (Fernsehserie; Serienrolle)
- 2019: Familie Dr. Kleist (Fernsehserie; Folge: Bitteres Glück)
- 2021: Käthe und ich: Das Adoptivkind
- 2022: Inga Lindström: Der Autor und ich (Fernsehreihe)